# Patrick Bruneteaux
Patrick Bruneteaux , né le 20 mars 1964 à Viry-Châtillon (Essonne), est chercheur en sociologie politique au CNRS et membre du Centre européen de sociologie et de science politique (CESSP-CRPS, CNRS/Paris 1). Il a étudié et publié sur les domaines suivants : le maintien de l'ordre, la question sociale, les violences sociales, les politiques sociales envers les SDF, l’anthropologie et plus particulièrement la Martinique.

## Biographie
Il est titulaire d'un doctorat et de deux habilitations à diriger des recherches (HDR). L’une en science politique de l’Université de Paris I - Sorbonne (1993), l'autre en sociologie de l'université de Strasbourg en 2016 (sous la direction de Vincent Dubois).
Il est membre du Réseau scientifique TERRA depuis 2009 .

### Domaines de recherche
Il consacre une première série de recherches en sociologie politique à la problématique du maintien de l'ordre en France.
Par la suite, après son entrée au CNRS, il se concentre sur l'étude de la pauvreté et notamment du sous-prolétariat - pris au sens des personnes exclues du salariat de droit commun - et sur les politiques sociales axées sur les sans-abri (en particulier les mesures d’urgence). Dans le cadre de recherches ethnographiques, il s'est attaché à détailler leurs stratégies de survie, soit dans la rue, soit dans les hébergements d’urgence. Ses recherches ont donné lieu à de nombreux articles et rapports .
Il travaille également sur le sujet de la pauvreté et de la précarité à la Martinique, vus sous l'angle de l'Altermondialisme et du Néocolonialisme,.
Enfin, il a étudié le mécanisme de scission (du point de vue de l’anthropologue) et notamment dans les cas des camps d’extermination, des méthodes de bourreaux et des effets sécularisateurs de l’Occident 

## Publications

### Ouvrages
- Maintenir l'ordre: Les transformations de la violence d'État en régime démocratique, Presses de Sciences Po, mars 1996, 345 p.  (ISBN 978-2724606768)[6],[7]
- Devenir un Dieu : le nazisme comme nouvelle religion politique, Publibook/Société des écrivains, mars 2004,  (ISBN 978-2748304404)
- La Rue : Rêve et réalité, Le Temps des Cerises, janvier 2005,  (ISBN 978-2841095254)
- Le colonialisme oublié : De la zone grise plantationnaire aux élites mulâtres à la Martinique, Editions du Croquant, mai 2013, 315 p.  (ISBN 978-2365120272)[8],[9]
- Les mondes rêvés de Georges: Fabrications identitaires et alternatives à la domination, Presses universitaires de Rennes, juillet 2016, 335 p.  (ISBN 978-2753549852)[10],[11]

### Ouvrages collectifs
- (avec Daniel Terrolle), L'arrière-cour de la mondialisation : Ethnographie des paupérisés, Editions du Croquant, septembre 2010, 403 p.  (ISBN 978-2914968775)[12]
- (avec Norah Benarrosh-Orsoni), Intégrer les Rroms?: Travail militant et mobilisation sociale auprès des familles de Saint-Maur (Val-de-Marne), Editions L'Harmattan, décembre 2012, 214 p.  (ISBN 978-2336005805)[13]
- Patrick Bruneteaux (dir.), Les Enfants de Don Quichotte, Presses universitaires de Vincennes, juin 2013, 256 p.  (ISBN 978-2842923693)[14],[15]
- (avec Olivier Pulvar), Les Métropolitains à la Martinique : une migration de confort, K. Editions, coll. Sociologie, 2022, 576 pages[16]